# Hiroaki Hiraoka
Hiroaki Hiraoka (jap. 平岡拓晃, Hiraoka Hiroaki; * 6. Februar 1985 in Hiroshima) ist ein ehemaliger japanischer Judoka. Er war Olympiazweiter und zweimal Vizeweltmeister im Extra-Leichtgewicht, der Gewichtsklasse bis 60 Kilogramm.

## Karriere
Der 1,60 m große Hiroaki Hiraoka war 2003 U20-Asienmeister. 2004 gewann er eine Bronzemedaille bei den U20-Weltmeisterschaften. Seinen ersten internationalen Titel in der Erwachsenenklasse gewann er 2006 bei den Ostasienmeisterschaften. 2007 war er mit dem japanischen Männer-Team Mannschaftsweltmeister. 2008 gewann er das Tournoi de Paris. Zweieinhalb Monate später siegte er bei den Asienmeisterschaften. Weniger erfolgreich für Hiraoka verliefen die Olympischen Spiele in Peking, er verlor seinen Auftaktkampf gegen Taraje Williams-Murray aus den Vereinigten Staaten. Bei den Weltmeisterschaften 2009 in Rotterdam bezwang er im Halbfinale den Italiener Elio Verde, das Finale verlor er gegen den Ukrainer Heorhij Santaraja. Ein Jahr später unterlag er bei den Weltmeisterschaften in Tokio dem Russen Arsen Galstjan im Viertelfinale. Durch Siege in der Hoffnungsrunde über den Österreicher Ludwig Paischer und den Russen Beslan Mudranow erkämpfte sich Hiraoka eine Bronzemedaille. Zwei Monate nach den Weltmeisterschaften erreichte er das Finale bei den Asienspielen und verlor gegen den Usbeken Rishod Sobirov. Bei den Weltmeisterschaften 2011 in Paris trafen Sobirov und Hiraoka erneut im Finale aufeinander und wieder siegte der Usbeke.
Bei den Olympischen Spielen in London siegte Hiraoka in seinem Auftaktkampf gegen den Briten Ashley McKenzie durch Ippon. Gegen den Israeli Artiom Arshansky musste der Japaner über die volle Kampfdauer gehen, im Viertelfinale gegen den Franzosen Sofiane Milous siegte er durch Bestrafung des Franzosen. Das Halbfinale gegen den Italiener Elio Verde gewann Hiraoka nach 1:08 Minuten. Im Finale unterlag er dem Russen Arsen Galstjan nach 41 Sekunden.